# CHiPs
CHiPs je americký komediální film z roku 2017. Režie a scénáře se ujal Dax Shepard. Snímek je inspirován stejnojmenným seriálem, který se vysílal od roku 1977 do roku 1983. Ve snímku hrají hlavní role Dax Shepard a Michael Peña. Ve vedlejších rolích se poté objevují Rosa Salazar, Adam Brody a Vincent D'Onofrio.
Film měl premiéru ve Spojených státech 24. března 2017. V Čechách premiéru neměl. Film získal negativní recenze od kritiků a vydělal přes 25 milionů dolarů.

## Obsazení
| Dax Shepard         | strážník Jon Baker         |
| Michael Peña        | strážník Frank Poncherello |
| Vincent D'Onofrio   | Ray Kurtz                  |
| Isiah Whitlock Jr.  | Peterson                   |
| Adam Brody          | Clay Allen                 |
| Rosa Salazar        | Ava Perez                  |
| Kristen Bellová     | Karen Baker                |
| Jessica McNamee     | Lindsey Taylor             |
| Vida Guerra         | Ann                        |
| Jane Kaczmareková   | Jane Lindel, kapitánka     |
| Justin Chatwin      | Raymond Reed Kurtz Jr.     |
| Ryan Hansen         | Brian Grieves              |
| Maya Rudolph        | Gail Hernandez             |
| Ben Falcone         | policista na kole          |
| Richard T. Jones    | Parish                     |
| Megalyn Echikunwoke | Patricia Eerly             |
| Adam Rodriguez      | Shamus                     |
| David Koechner      | Pat                        |
| Ed Begley Jr.       | řidič                      |
| Mae Whitman         | Beebee                     |
| Josh Duhamel        | Rick                       |
| Erik Estrada        | paramedik                  |

## Přijetí

### Tržby
Film vydělal 18,6 milionů dolarů v Severní Americe a 6,9 milionů dolarů v ostatních oblastech, celkově tak vydělal 25,5 milionů dolarů po celém světě. Rozpočet filmu činil 25 milionů dolarů. V Severní Americe byl oficiálně uveden 24. března 2017, společně s filmy Život, Power Rangers: Strážci vesmíru a Wilson. Za první víkend docílil sedmé nejvyšší návštěvnosti, kdy vydělal 7,6 milionů dolarů. Druhý víkend vydělal 4 miliony dolarů.

### Recenze
Film získal negativní recenze od kritiků. Na recenzní stránce Rotten Tomatoes získal z 93 započtených recenzí 16 procent s průměrným ratingem 3,6 bodů z deseti. Na serveru Metacritic snímek získal z 26 recenzí 28 bodů ze sta. Na Česko-Slovenské filmové databázi snímek získal 60%. Na stránce CinemaScore získal známku 2-, na škále 1+ až 5.